# Caroline Montagne Roux
Pour les articles homonymes, voir Montagne et Roux.
Ne doit pas être confondu avec Caroline Roux.
Caroline Montagne Roux, connue également sous les noms de Caroline Montagne ou Carolina Montagne, née à Paris en 1851 et morte à Barcelone en 1941, est une styliste française, amie et formatrice de Jeanne Lanvin, liée au modernisme catalan, qui a fait carrière à Barcelone.

## Biographie
La famille Montagne-Roux est originaire de France. Attirés par la prospérité économique de Barcelone, la modiste parisienne Anne Roux et le luthier Charles Montagne s'installent dans la ville en 1859 avec leurs deux filles, Caroline et Marie (de son prénom complet Marie-Berthe).
Caroline et Marie Montagne-Roux arrivent très jeunes à Barcelone et leurs prénoms sont respectivement catalanisés en « Carolina » et « Maria ».
Dans les années 1860, les deux sœurs travaillent, sur les traces de leur mère, en tant que modistes. Marie, l'aînée, fonde la « Casa Montagne » (« Maison Montagne ») et épouse le catalan Ricard Valentí i Jover en 1877.
En 1885, l'atelier de Caroline Montagne-Roux, situé carrer de Santa Anna, est prospère, ce qui encourage sa sœur Marie à embaucher Jeanne Lanvin, alors chapelière, en tant que « garnisseuse de mode ». Jeanne, alors âgée de 18 ans, est formée par la maison Montagne pendant cinq ans et tisse des liens professionnels et amicaux avec la famille Montagne-Roux. 

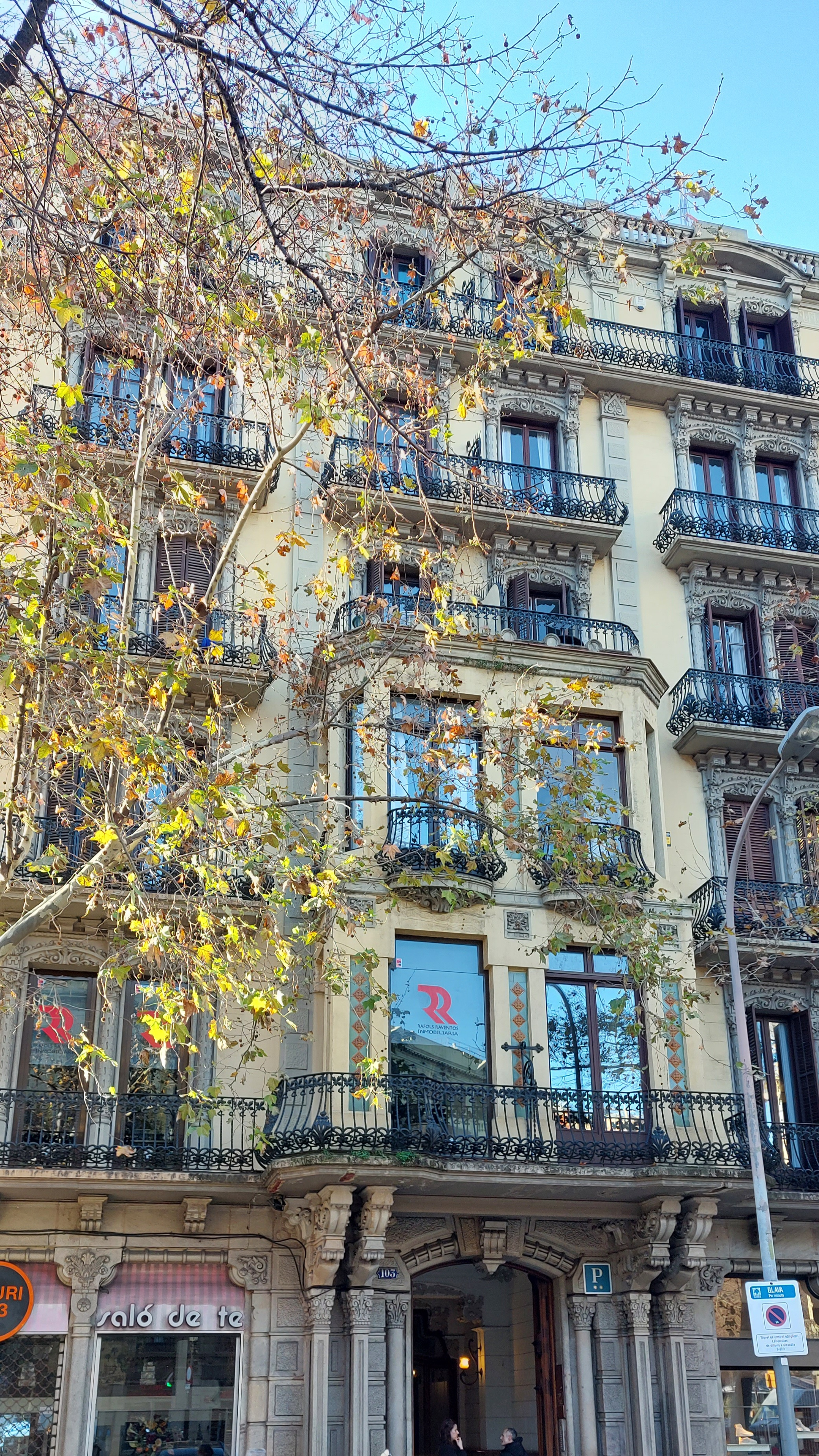
Le siège de la Maison Montagne, au n°103 Rambla de Catalogne, de nos jours.

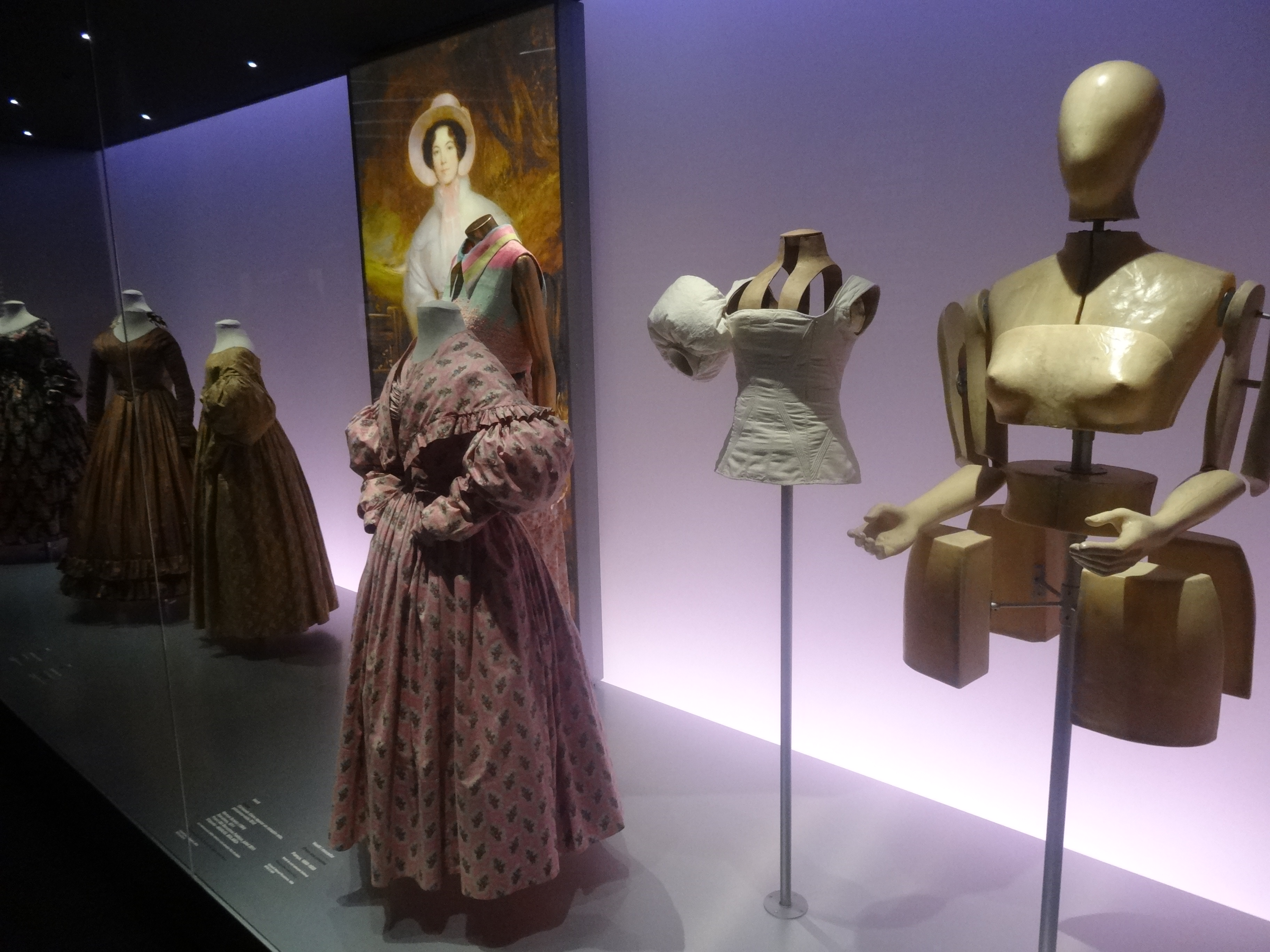
L'exposition Dressing the Body, au Musée du Design de Barcelone, présente les œuvres de Caroline Montagne Roux.

Grâce à Jeanne Lanvin partie fonder sa maison de couture à Paris, le travail de Caroline Montagne-Roux à Barcelone suit l'actualité de la mode parisienne qui se diffuse dans le pays, grâce notamment à l'essor des revues de mode catalanes comme L'Elegància (1867), Feminal ou Modas i Labors, supplément du Diari Català.
Dans une Barcelone où la bourgeoisie industrielle s'enrichit très vite, Caroline Montagne-Roux devient l'une des créatrices les plus en vue, alors que de nombreuses couturières françaises et italiennes s'installent dans la ville.
Avec sa sœur Maria (Marie-Berthe), elle fait partie des stylistes contemporaines reconnues du modernisme catalan, comme Maria Molist dite «Maria de Mataró », Joana Valls ou encore Ana Renaud dite « Madame Renaud ».

À la suite de ce succès, la maison de couture est transférée d'abord sur l'avenue Portal de l'Àngel, dans le quartier gothique, avant de déménager en 1909 dans l'Eixample, au 103, Rambla de Catalogne, à l'angle avec la rue de Provence, quartier du luxe barcelonais près du passeig de Gràcia. 

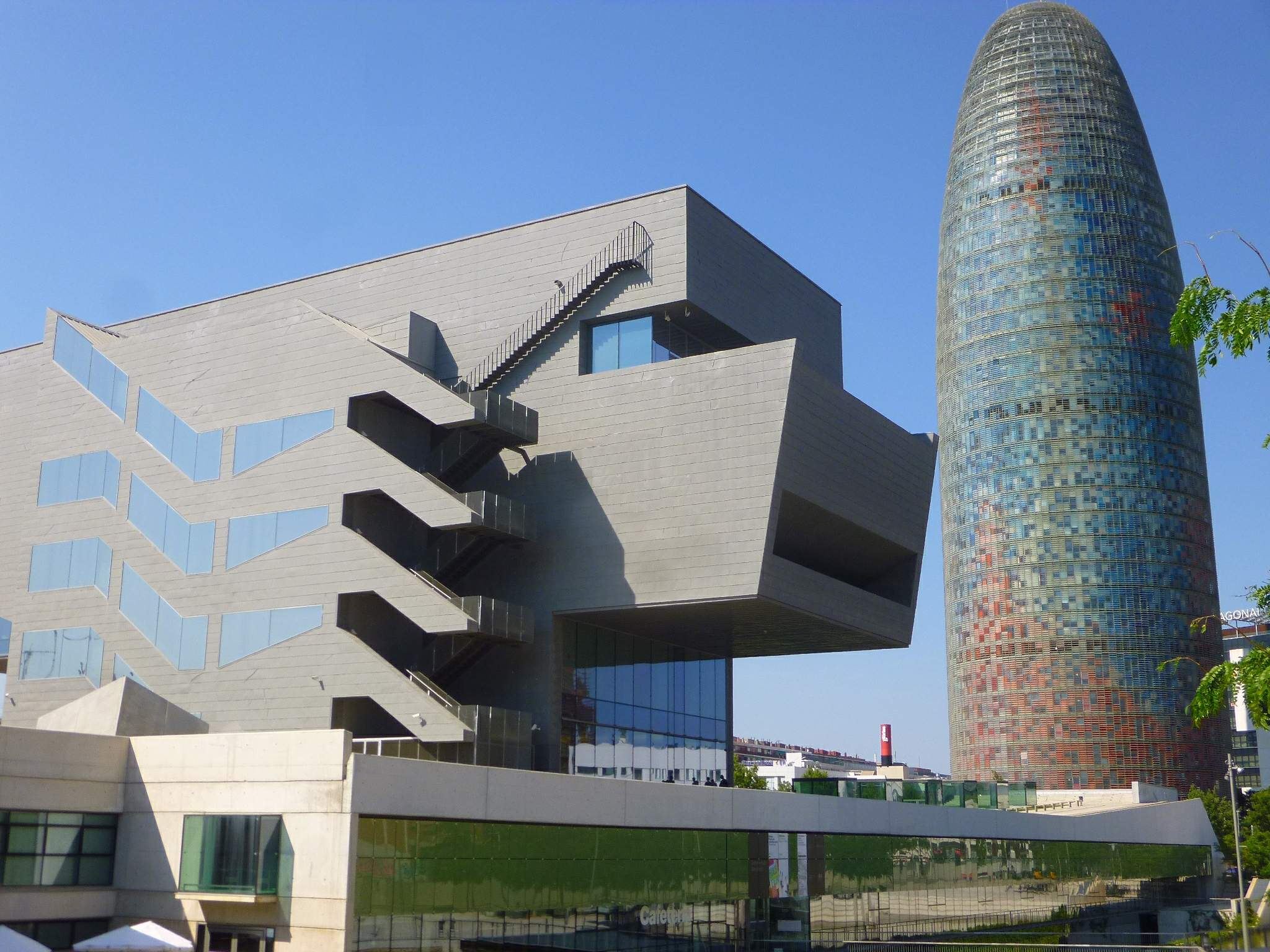
Le Musée du Design, œuvre d'Oriol Bohigas, qui accueille les créations de Caroline Montagne Roux, près de la Tour Glòries de Jean Nouvel, Place des Gloires catalanes à Barcelone.

La boutique, dans laquelle Caroline se fait appeler « Madame Montagne », reflète son temps, avec ses fauteuils Barcelona de Ludwig Mies van der Rohe, décrite comme un lieu « élégant, raffiné et décoré avec un bon goût exquis » où se presse la clientèle féminine bourgeoise à la recherche de l'esprit de Paris à Barcelone, comme la philanthrope Isabel Llorach qui fait partie des clientes. La maison est appréciée notamment pour ses robes de mariée.
Caroline y reçoit ses clientes et y dessine ses modèles, entourée d'une équipe dont fait partie sa nièce Dolors Valentí i Montagne, fille aînée de Marie. Cette dernière reprend la gestion de la Maison Montagne en 1915. Caroline continue à y travailler dans le contexte d'émancipation féminine dans les années 1920 et de l'influence en Espagne du mouvement féministe Las Sinsombrero (« Les Sans-Chapeau ») qui encourage les femmes à abandonner les carcans traditionnels dont le vêtement est l'un des marqueurs.
Caroline Montagne décède en 1941, après la guerre d'Espagne et l'arrivée au pouvoir de Franco qui brise l'élan de la création de mode en Espagne et renvoie les femmes à leur rôle dans le foyer et dans l'Église.

## Postérité
- L'adresse du 103, Rambla de Catalogne, devient dans les années 1920 l'une des premières représentations de la Maison Lanvin hors de Paris[20].
- Les vêtements dessinés par Caroline et sortant de son atelier portent la marque « Carolina Montagne - Barcelona » ou « Montagne-Barcelona » ou dans leur version espagnole « Mme Montaña» et «Carolina Montaña».
- Son œuvre se retrouve dans les collections contemporaines, comme celle du collectionneur d'art Manuel Rocamora[21].
- Ses créations sont notamment présentées au Musée du Design de Barcelone[22], dans l'exposition Dressing the Body[23][réf. à confirmer].
- Caroline Montagne Roux repose dans la sépulture familiale du cimetière du Poblenou dans le district de Sant Martí, où sont localisées les tombes de José Ruiz y Blasco et de María Picasso López, parents de Pablo Picasso, ou encore la célèbre sculpture Le Baiser de la Mort parmi les monuments funéraires symboliques de la bourgeoisie catalane de l'époque qui constituait la clientèle de la famille Montagne-Roux. Dans ce contexte touristique, la saga des sœurs Montagne fait aujourd'hui partie des circuits officiels artistiques de Barcelone[24].